# Gunnar Gren
Johan Gunnar Gren (Göteborg, 31 ottobre 1920 – Göteborg, 10 novembre 1991) è stato un calciatore e allenatore di calcio svedese, di ruolo centrocampista.

## Caratteristiche tecniche
Annoverato tra i calciatori svedesi migliori di sempre, aveva il suo punto forte nella sagacia tattica. Abile nelle giocate più difficili, con grande precisione nei passaggi e grande senso della posizione, uniti a spiccate doti di palleggio e nel dribbling.

## Carriera

### Giocatore

#### Club

##### Inizi e approdo all'IFK Göteborg
Iniziò la sua carriera nel Gårda Bollklubb, altra squadra di Göteborg. Nel 1941, venne acquistato dall'IFK Göteborg, squadra principale della città scandinava. Con l'IFK vinse molti trofei, tra cui il titolo svedese ed il Guldbollen (Pallone d'oro svedese) nel 1946.

##### Milan

Gren (a sinistra), Gunnar Nordahl e Nils Liedholm, il famoso trio Gre-No-Li del Milan negli anni '50

La sua storia è legata al Milan, che lo acquistò nel 1949 e con cui vinse un campionato italiano e una Coppa Latina. Da allora il suo nome ('Gre') entrò a far parte del trio Gre-No-Li, di cui fu la mente, insieme a quelli dei connazionali Gunnar Nordahl ('No') e Nils Liedholm ('Li'). In Italia venne soprannominato Il Professore. Nella sua avventura italiana lo svedese non vestì solo la maglia del Milan (con cui totalizzò 133 presenze e 38 reti) bensì anche quella di Fiorentina (55 presenze e 5 reti) e, prima di ritornare in patria, quella del Genoa (29 presenze e 2 reti).

##### Fiorentina e Genoa
Arrivò a Firenze nel 1953, chi dice per motivi economici del Milan chi per una lite con l'allenatore dei rossoneri. Con i viola giocò per 2 stagioni con discreto successo. Conclusa la sua esperienza toscana, giocò una stagione al Genoa prima di concludere la sua carriera in categorie minori. Con il Genoa fu protagonista tra l'altro proprio della partita con la Fiorentina, quando all'ultima giornata la squadra genovese batté i gigliati 3-1 impedendo loro di concludere il campionato imbattuti: Gren segnò il primo gol di quella storica rimonta genoana.

#### Nazionale
Gren esordì con la maglia della Svezia il 29 agosto 1940 (Svezia-Finlandia 3-2).

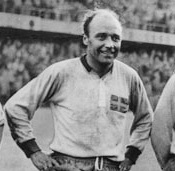
Gren con la maglia della nazionale svedese durante i Mondiali del '58.

Alle Olimpiadi del 1948 conquista la medaglia d'oro: al fianco si trova Nils Liedholm col quale in seguito giocherà nel Milan e, nel 1958, nelle partite di qualificazione per i Mondiali di Svezia (la sua ultima presenza in nazionale è datata 26 ottobre 1958 (Svezia-Danimarca 4-4). All'epoca Gren ha 37 anni e 360 giorni.
Farà parte della rosa svedese classificatasi seconda ai predetti Mondiali svedesi del 1958 (assieme a Svensson e Liedholm è uno dei tre reduci dell'oro delle Olimpiadi 1948). È inoltre il secondo giocatore più anziano ad aver segnato in una fase finale dei mondiali, il 24 giugno 1958 a 37 anni e 238 giorni, preceduto solo dal primatista assoluto il camerunese Roger Milla. Il suo bilancio complessivo in nazionale è di 57 partite e 32 gol, quarto giocatore svedese per numero di gol nella storia della nazionale.

### Allenatore
Gren cominciò la carriera di allenatore nel 1953 quando il Milan gli affidò il compito di allenatore-giocatore, che tuttavia gli fu riservato solo durante le partite di Coppa Latina. Gren guidò la squadra solo per due partite (nelle quali decise anche di scendere in campo), ma riuscì a portare i rossoneri in finale. Dopo questa esperienza tornò ad allenare solo nel 1956, quando lasciò l'Italia.
Tornato in Svezia venne ingaggiato dall'Örgryte con il ruolo di allenatore-giocatore. Guidò la squadra per tre stagioni e riuscì a riportare il club in Allsvenskan, la massima divisione svedese. Successivamente divenne allenatore del Göteborg.

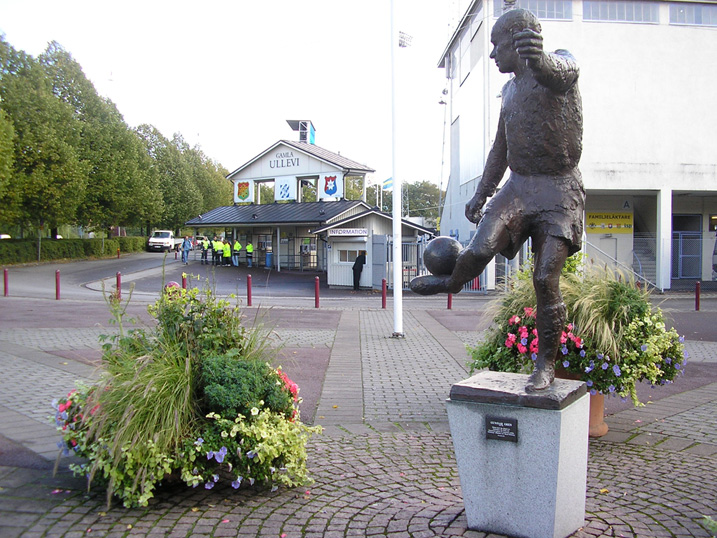
Statua di Gren all'ingresso dello Gamla Ullevi di Göteborg

Nel 1961 ottenne quello che probabilmente fu il suo incarico più importante, approdando alla Juventus. Chiamato a Torino in gennaio per affiancare l'allenatore Carlo Parola come direttore tecnico, in questa veste vinse con i bianconeri lo scudetto del 1960-1961. Mantenne inizialmente l'incarico anche per la stagione seguente, stavolta a fianco del nuovo trainer Július Korostelev; tuttavia in settembre, dopo appena due giornate del campionato 1961-1962, Gren si vide costretto a lasciare improvvisamente i piemontesi per questioni personali, facendo ritorno in Svezia.
Ristabilitosi definitivamente in patria, da allora allenò solo compagini locali. Nel 1963 venne ingaggiato dal GAIS come allenatore-giocatore, con il club ottenne la promozione in Allsvenskan. Guidò il club anche la stagione successiva, mentre nel 1965 il Värnamo, squadra di quarta divisione, lo ingaggiò come allenatore-giocatore, allenandolo poi anche nel 1966. Nel 1967 divenne il tecnico del Redbergslids. L'anno successivo invece tornò al GAIS, questa volta nelle vesti di allenatore, guidandolo per due stagioni.
Finita la seconda e ultima esperienza al GAIS divenne allenatore-giocatore di tre squadre minori che militavano tutte nella quarta divisione svedese: nel 1970 venne ingaggiato dallo Skogens, nel 1973 dal Fässbergs e, infine, nel 1976 dall'Oddevold.
Morì nel 1991, a 71 anni a causa di un ictus. È stato sepolto nel Cimitero Occidentale di Västra Kyrkogården a Göteborg, Västra Götaland.

## Statistiche

### Presenze e reti nei club
| Stagione          | Squadra           | Campionato        | Campionato | Campionato | Coppe nazionali | Coppe nazionali | Coppe nazionali | Coppe continentali | Coppe continentali | Coppe continentali | Altre coppe | Altre coppe | Altre coppe | Totale | Totale |
| Stagione          | Squadra           | Comp              | Pres       | Reti       | Comp            | Pres            | Reti            | Comp               | Pres               | Reti               | Comp        | Pres        | Reti        | Pres   | Reti   |
| ----------------- | ----------------- | ----------------- | ---------- | ---------- | --------------- | --------------- | --------------- | ------------------ | ------------------ | ------------------ | ----------- | ----------- | ----------- | ------ | ------ |
| 1936-1937         | Gårda             | AS                | 1          | 0          | -               | -               | -               | -                  | -                  | -                  | -           | -           | -           | 1      | 0      |
| 1937-1938         | Gårda             | AS                | 22         | 4          | -               | -               | -               | -                  | -                  | -                  | -           | -           | -           | 22     | 4      |
| 1938-1939         | Gårda             | AS                | 22         | 8          | -               | -               | -               | -                  | -                  | -                  | -           | -           | -           | 22     | 8      |
| 1939-1940         | Gårda             | AS                | 9          | 4          | -               | -               | -               | -                  | -                  | -                  | -           | -           | -           | 9      | 4      |
| Totale Gårda      | Totale Gårda      | Totale Gårda      | 54         | 16         |                 | -               | -               |                    | -                  | -                  |             | -           | -           | 54     | 16     |
| 1940-1941         | Göteborg          | AS                | 22         | 10         | CS              | ?               | ?               | -                  | -                  | -                  | -           | -           | -           | 22+    | 10+    |
| 1941-1942         | Göteborg          | AS                | 22         | 9          | CS              | ?               | ?               | -                  | -                  | -                  | -           | -           | -           | 22+    | 9+     |
| 1942-1943         | Göteborg          | AS                | 21         | 11         | CS              | ?               | ?               | -                  | -                  | -                  | -           | -           | -           | 21     | 11+    |
| 1943-1944         | Göteborg          | AS                | 16         | 8          | CS              | ?               | ?               | -                  | -                  | -                  | -           | -           | -           | 16     | 8+     |
| 1944-1945         | Göteborg          | AS                | 19         | 14         | CS              | ?               | ?               | -                  | -                  | -                  | -           | -           | -           | 19+    | 14+    |
| 1945-1946         | Göteborg          | AS                | 20         | 18         | CS              | ?               | ?               | -                  | -                  | -                  | -           | -           | -           | 20+    | 18+    |
| 1946-1947         | Göteborg          | AS                | 22         | 8          | CS              | ?               | ?               | -                  | -                  | -                  | -           | -           | -           | 22+    | 8+     |
| 1947-1948         | Göteborg          | AS                | 22         | 1          | CS              | ?               | ?               | -                  | -                  | -                  | -           | -           | -           | 22+    | 1+     |
| Totale Göteborg   | Totale Göteborg   | Totale Göteborg   | 164        | 79         |                 | ?               | ?               |                    | -                  | -                  |             | -           | -           | 164+   | 79+    |
| 1949-1950         | Milan             | A                 | 37         | 18         | -               | -               | -               | -                  | -                  | -                  | -           | -           | -           | 37     | 18     |
| 1950-1951         | Milan             | A                 | 36         | 9          | -               | -               | -               | CL                 | 2                  | 0                  | -           | -           | -           | 38     | 9      |
| 1951-1952         | Milan             | A                 | 31         | 7          | -               | -               | -               | -                  | -                  | -                  | -           | -           | -           | 31     | 7      |
| 1952-1953         | Milan             | A                 | 29         | 4          | -               | -               | -               | CL                 | 2                  | 0                  | -           | -           | -           | 31     | 4      |
| Totale Milan      | Totale Milan      | Totale Milan      | 133        | 38         |                 | -               | -               |                    | 4                  | 0                  |             | -           | -           | 137    | 38     |
| 1953-1954         | Fiorentina        | A                 | 32         | 3          | -               | -               | -               | -                  | -                  | -                  | -           | -           | -           | 32     | 3      |
| 1954-1955         | Fiorentina        | A                 | 23         | 2          | -               | -               | -               | -                  | -                  | -                  | -           | -           | -           | 23     | 2      |
| Totale Fiorentina | Totale Fiorentina | Totale Fiorentina | 55         | 5          |                 | -               | -               |                    | -                  | -                  |             | -           | -           | 55     | 5      |
| 1955-1956         | Genoa             | A                 | 29         | 2          | -               | -               | -               | -                  | -                  | -                  | -           | -           | -           | 29     | 2      |
| 1956-1957         | Örgryte           | D2                | ?          | ?          | SC              | ?               | ?               | -                  | -                  | -                  | -           | -           | -           | ?      | ?      |
| 1957-1958         | Örgryte           | D2                | ?          | ?          | SC              | ?               | ?               | -                  | -                  | -                  | -           | -           | -           | ?      | ?      |
| 1959              | Örgryte           | AS                | 4          | 0          | SC              | ?               | ?               | -                  | -                  | -                  | -           | -           | -           | 4+     | 0+     |
| Totale Örgryte    | Totale Örgryte    | Totale Örgryte    | 4+         | 0+         |                 | ?               | ?               |                    | -                  | -                  |             | -           | -           | 4+     | 0+     |
| 1963              | GAIS              | D2                | 20         | 2          | SC              | ?               | ?               | -                  | -                  | -                  | -           | -           | -           | 20+    | 2+     |
| 1964              | GAIS              | AS                | 2          | 0          | SC              | ?               | ?               | -                  | -                  | -                  | -           | -           | -           | 2+     | 0+     |
| Totale GAIS       | Totale GAIS       | Totale GAIS       | 22         | 2          |                 | ?               | ?               |                    | -                  | -                  |             | -           | -           | 22+    | 2+     |
| 1965              | Värnamo           | D4                | ?          | ?          | SC              | ?               | ?               | -                  | -                  | -                  | -           | -           | -           | ?      | ?      |
| 1966              | Värnamo           | D4                | ?          | ?          | SC              | ?               | ?               | -                  | -                  | -                  | -           | -           | -           | ?      | ?      |
| Totale Värnamo    | Totale Värnamo    | Totale Värnamo    | ?          | ?          |                 | ?               | ?               |                    | -                  | -                  |             | -           | -           | ?      | ?      |
| 1970              | Skogens           | D4                | ?          | ?          | SC              | ?               | ?               | -                  | -                  | -                  | -           | -           | -           | ?      | ?      |
| 1973              | Fässbergs         | D4                | ?          | ?          | SC              | ?               | ?               | -                  | -                  | -                  | -           | -           | -           | ?      | ?      |
| 1976              | Oddevold          | D4                | 1          | 0          | SC              | ?               | ?               | -                  | -                  | -                  | -           | -           | -           | 1+     | 0+     |
| Totale carriera   | Totale carriera   | Totale carriera   | ?          | ?          |                 | ?               | ?               |                    | 4                  | 0                  |             | -           | -           | ?      | ?      |

### Cronologia presenze e reti in nazionale
| Cronologia completa delle presenze e delle reti in nazionale ― Svezia | Cronologia completa delle presenze e delle reti in nazionale ― Svezia | Cronologia completa delle presenze e delle reti in nazionale ― Svezia | Cronologia completa delle presenze e delle reti in nazionale ― Svezia | Cronologia completa delle presenze e delle reti in nazionale ― Svezia | Cronologia completa delle presenze e delle reti in nazionale ― Svezia | Cronologia completa delle presenze e delle reti in nazionale ― Svezia | Cronologia completa delle presenze e delle reti in nazionale ― Svezia |
| Data                                                                  | Città                                                                 | In casa                                                               | Risultato                                                             | Ospiti                                                                | Competizione                                                          | Reti                                                                  | Note                                                                  |
| --------------------------------------------------------------------- | --------------------------------------------------------------------- | --------------------------------------------------------------------- | --------------------------------------------------------------------- | --------------------------------------------------------------------- | --------------------------------------------------------------------- | --------------------------------------------------------------------- | --------------------------------------------------------------------- |
| 29/08/1940                                                            | Helsinki                                                              | Finlandia                                                             | 2 – 3                                                                 | Svezia                                                                | Amichevole                                                            | -                                                                     |                                                                       |
| 22/09/1940                                                            | Solna                                                                 | Svezia                                                                | 5 – 0                                                                 | Finlandia                                                             | Amichevole                                                            | 1                                                                     |                                                                       |
| 06/10/1940                                                            | Solna                                                                 | Svezia                                                                | 1 – 1                                                                 | Danimarca                                                             | Amichevole                                                            | -                                                                     |                                                                       |
| 14/09/1941                                                            | Solna                                                                 | Svezia                                                                | 2 – 2                                                                 | Danimarca                                                             | Amichevole                                                            | -                                                                     |                                                                       |
| 28/06/1942                                                            | Copenaghen                                                            | Danimarca                                                             | 0 – 3                                                                 | Svezia                                                                | Amichevole                                                            | -                                                                     |                                                                       |
| 20/09/1942                                                            | Berlino                                                               | Germania                                                              | 2 – 3                                                                 | Svezia                                                                | Amichevole                                                            | -                                                                     |                                                                       |
| 04/10/1942                                                            | Solna                                                                 | Svezia                                                                | 2 – 1                                                                 | Danimarca                                                             | Amichevole                                                            | 1                                                                     |                                                                       |
| 15/11/1942                                                            | Zurigo                                                                | Svizzera                                                              | 3 – 1                                                                 | Svezia                                                                | Amichevole                                                            | -                                                                     |                                                                       |
| 14/06/1943                                                            | Solna                                                                 | Svezia                                                                | 1 – 0                                                                 | Svizzera                                                              | Amichevole                                                            | -                                                                     |                                                                       |
| 20/06/1943                                                            | Copenaghen                                                            | Danimarca                                                             | 3 – 2                                                                 | Svezia                                                                | Amichevole                                                            | 1                                                                     |                                                                       |
| 12/09/1943                                                            | Solna                                                                 | Svezia                                                                | 2 – 3                                                                 | Ungheria                                                              | Amichevole                                                            | -                                                                     |                                                                       |
| 07/11/1943                                                            | Budapest                                                              | Ungheria                                                              | 2 – 7                                                                 | Svezia                                                                | Amichevole                                                            | -                                                                     |                                                                       |
| 24/06/1945                                                            | Solna                                                                 | Svezia                                                                | 2 – 1                                                                 | Danimarca                                                             | Amichevole                                                            | -                                                                     |                                                                       |
| 01/07/1945                                                            | Copenaghen                                                            | Danimarca                                                             | 3 – 4                                                                 | Svezia                                                                | Amichevole                                                            | 1                                                                     |                                                                       |
| 26/08/1945                                                            | Göteborg                                                              | Svezia                                                                | 7 – 2                                                                 | Finlandia                                                             | Amichevole                                                            | 3                                                                     |                                                                       |
| 30/09/1945                                                            | Solna                                                                 | Svezia                                                                | 4 – 1                                                                 | Danimarca                                                             | Amichevole                                                            | -                                                                     |                                                                       |
| 21/10/1945                                                            | Solna                                                                 | Svezia                                                                | 10 – 0                                                                | Norvegia                                                              | Amichevole                                                            | 1                                                                     |                                                                       |
| 25/11/1945                                                            | Ginevra                                                               | Svizzera                                                              | 3 – 0                                                                 | Svezia                                                                | Amichevole                                                            | -                                                                     |                                                                       |
| 23/06/1946                                                            | Copenaghen                                                            | Danimarca                                                             | 3 – 1                                                                 | Svezia                                                                | Amichevole                                                            | 1                                                                     |                                                                       |
| 07/07/1946                                                            | Solna                                                                 | Svezia                                                                | 7 – 2                                                                 | Svizzera                                                              | Amichevole                                                            | 4                                                                     |                                                                       |
| 15/09/1946                                                            | Oslo                                                                  | Norvegia                                                              | 0 – 3                                                                 | Svezia                                                                | Amichevole                                                            | 1                                                                     |                                                                       |
| 06/10/1946                                                            | Göteborg                                                              | Svezia                                                                | 3 – 3                                                                 | Danimarca                                                             | Amichevole                                                            | 1                                                                     |                                                                       |
| 15/06/1947                                                            | Copenaghen                                                            | Danimarca                                                             | 1 – 4                                                                 | Svezia                                                                | Amichevole                                                            | -                                                                     |                                                                       |
| 26/06/1947                                                            | Solna                                                                 | Svezia                                                                | 6 – 1                                                                 | Danimarca                                                             | Amichevole                                                            | -                                                                     |                                                                       |
| 28/06/1947                                                            | Helsingborg                                                           | Svezia                                                                | 5 – 1                                                                 | Norvegia                                                              | Amichevole                                                            | -                                                                     |                                                                       |
| 24/08/1947                                                            | Borås                                                                 | Svezia                                                                | 7 – 0                                                                 | Finlandia                                                             | Amichevole                                                            | 1                                                                     |                                                                       |
| 05/10/1947                                                            | Solna                                                                 | Svezia                                                                | 4 – 1                                                                 | Norvegia                                                              | Amichevole                                                            | 1                                                                     |                                                                       |
| 19/11/1947                                                            | Londra                                                                | Inghilterra                                                           | 4 – 2                                                                 | Svezia                                                                | Amichevole                                                            | 1                                                                     |                                                                       |
| 09/06/1948                                                            | Amsterdam                                                             | Paesi Bassi                                                           | 1 – 0                                                                 | Svezia                                                                | Amichevole                                                            | -                                                                     |                                                                       |
| 11/07/1948                                                            | Solna                                                                 | Svezia                                                                | 3 – 2                                                                 | Austria                                                               | Amichevole                                                            | 2                                                                     |                                                                       |
| 02/08/1948                                                            | Londra                                                                | Svezia                                                                | 3 – 0                                                                 | Austria                                                               | Olimpiadi 1948 - Ottavi di finale                                     | -                                                                     |                                                                       |
| 05/08/1948                                                            | Londra                                                                | Svezia                                                                | 12 – 0                                                                | Corea del Sud                                                         | Olimpiadi 1948 - Quarti di finale                                     | 1                                                                     |                                                                       |
| 10/08/1948                                                            | Londra                                                                | Danimarca                                                             | 2 – 4                                                                 | Svezia                                                                | Olimpiadi 1948 - Semifinale                                           | -                                                                     |                                                                       |
| 13/10/1948                                                            | Londra                                                                | Jugoslavia                                                            | 1 – 3                                                                 | Svezia                                                                | Olimpiadi 1948 - Finale                                               | 2                                                                     | 1º titolo olimpico                                                    |
| 19/09/1948                                                            | Oslo                                                                  | Norvegia                                                              | 3 – 5                                                                 | Svezia                                                                | Amichevole                                                            | -                                                                     |                                                                       |
| 10/10/1948                                                            | Solna                                                                 | Svezia                                                                | 1 – 0                                                                 | Danimarca                                                             | Amichevole                                                            | -                                                                     |                                                                       |
| 14/11/1948                                                            | Vienna                                                                | Austria                                                               | 2 – 1                                                                 | Svezia                                                                | Amichevole                                                            | 1                                                                     |                                                                       |
| 13/05/1949                                                            | Solna                                                                 | Svezia                                                                | 3 – 1                                                                 | Inghilterra                                                           | Amichevole                                                            | -                                                                     |                                                                       |
| 02/06/1949                                                            | Solna                                                                 | Svezia                                                                | 3 – 1                                                                 | Irlanda                                                               | Qual. Mondiali 1950                                                   | -                                                                     |                                                                       |
| 19/06/1949                                                            | Solna                                                                 | Svezia                                                                | 2 – 2                                                                 | Ungheria                                                              | Amichevole                                                            | 1                                                                     |                                                                       |
| 05/05/1957                                                            | Vienna                                                                | Austria                                                               | 1 – 0                                                                 | Svezia                                                                | Amichevole                                                            | -                                                                     |                                                                       |
| 16/06/1957                                                            | Solna                                                                 | Svezia                                                                | 0 – 0                                                                 | Ungheria                                                              | Amichevole                                                            | -                                                                     | 46’                                                                   |
| 18/06/1957                                                            | Turku                                                                 | Norvegia                                                              | 0 – 0                                                                 | Svezia                                                                | Amichevole                                                            | -                                                                     |                                                                       |
| 19/06/1957                                                            | Helsinki                                                              | Finlandia                                                             | 1 – 5                                                                 | Svezia                                                                | Amichevole                                                            | -                                                                     |                                                                       |
| 30/06/1957                                                            | Copenaghen                                                            | Danimarca                                                             | 1 – 2                                                                 | Svezia                                                                | Amichevole                                                            | -                                                                     |                                                                       |
| 22/09/1957                                                            | Solna                                                                 | Svezia                                                                | 5 – 1                                                                 | Finlandia                                                             | Amichevole                                                            | 3                                                                     |                                                                       |
| 13/10/1957                                                            | Solna                                                                 | Svezia                                                                | 5 – 2                                                                 | Norvegia                                                              | Amichevole                                                            | 1                                                                     |                                                                       |
| 20/11/1957                                                            | Amburgo                                                               | Germania Ovest                                                        | 1 – 0                                                                 | Svezia                                                                | Amichevole                                                            | -                                                                     |                                                                       |
| 07/05/1958                                                            | Helsingborg                                                           | Svezia                                                                | 3 – 2                                                                 | Svizzera                                                              | Amichevole                                                            | -                                                                     |                                                                       |
| 08/06/1958                                                            | Solna                                                                 | Svezia                                                                | 3 – 0                                                                 | Messico                                                               | Mondiali 1958 - 1º turno                                              | -                                                                     |                                                                       |
| 12/06/1958                                                            | Solna                                                                 | Svezia                                                                | 2 – 1                                                                 | Ungheria                                                              | Mondiali 1958 - 1º turno                                              | -                                                                     |                                                                       |
| 19/06/1958                                                            | Solna                                                                 | Svezia                                                                | 2 – 0                                                                 | Unione Sovietica                                                      | Mondiali 1958 - Quarti di finale                                      | -                                                                     |                                                                       |
| 24/06/1958                                                            | Göteborg                                                              | Svezia                                                                | 3 – 1                                                                 | Germania Ovest                                                        | Mondiali 1958 - Semifinale                                            | 1                                                                     |                                                                       |
| 19/06/1958                                                            | Solna                                                                 | Brasile                                                               | 5 – 2                                                                 | Svezia                                                                | Mondiali 1958 - Finale                                                | -                                                                     | 2º posto                                                              |
| 20/08/1958                                                            | Helsinki                                                              | Finlandia                                                             | 1 – 7                                                                 | Svezia                                                                | Amichevole                                                            | -                                                                     | ?’                                                                    |
| 14/09/1958                                                            | Oslo                                                                  | Norvegia                                                              | 0 – 2                                                                 | Svezia                                                                | Amichevole                                                            | -                                                                     |                                                                       |
| 26/10/1958                                                            | Solna                                                                 | Svezia                                                                | 4 – 4                                                                 | Danimarca                                                             | Amichevole                                                            | 2                                                                     |                                                                       |
| Totale                                                                |                                                                       | Presenze                                                              | 57                                                                    |                                                                       | Reti (5º posto)                                                       | 32                                                                    |                                                                       |

| Cronologia completa delle presenze e delle reti in nazionale ― Svezia B | Cronologia completa delle presenze e delle reti in nazionale ― Svezia B | Cronologia completa delle presenze e delle reti in nazionale ― Svezia B | Cronologia completa delle presenze e delle reti in nazionale ― Svezia B | Cronologia completa delle presenze e delle reti in nazionale ― Svezia B | Cronologia completa delle presenze e delle reti in nazionale ― Svezia B | Cronologia completa delle presenze e delle reti in nazionale ― Svezia B | Cronologia completa delle presenze e delle reti in nazionale ― Svezia B |
| Data                                                                    | Città                                                                   | In casa                                                                 | Risultato                                                               | Ospiti                                                                  | Competizione                                                            | Reti                                                                    | Note                                                                    |
| ----------------------------------------------------------------------- | ----------------------------------------------------------------------- | ----------------------------------------------------------------------- | ----------------------------------------------------------------------- | ----------------------------------------------------------------------- | ----------------------------------------------------------------------- | ----------------------------------------------------------------------- | ----------------------------------------------------------------------- |
| 17/09/1939                                                              | Örebro                                                                  | Svezia B                                                                | 4 – 1                                                                   | Norvegia B                                                              | Amichevole                                                              | -                                                                       |                                                                         |
| 21/10/1956                                                              | Viborg                                                                  | Danimarca B                                                             | 0 – 4                                                                   | Svezia B                                                                | Amichevole                                                              | -                                                                       |                                                                         |
| Totale                                                                  |                                                                         | Presenze                                                                | 2                                                                       |                                                                         | Reti                                                                    | 0                                                                       |                                                                         |

| Cronologia completa delle presenze e delle reti in nazionale ― Europa | Cronologia completa delle presenze e delle reti in nazionale ― Europa | Cronologia completa delle presenze e delle reti in nazionale ― Europa | Cronologia completa delle presenze e delle reti in nazionale ― Europa | Cronologia completa delle presenze e delle reti in nazionale ― Europa | Cronologia completa delle presenze e delle reti in nazionale ― Europa | Cronologia completa delle presenze e delle reti in nazionale ― Europa | Cronologia completa delle presenze e delle reti in nazionale ― Europa |
| Data                                                                  | Città                                                                 | In casa                                                               | Risultato                                                             | Ospiti                                                                | Competizione                                                          | Reti                                                                  | Note                                                                  |
| --------------------------------------------------------------------- | --------------------------------------------------------------------- | --------------------------------------------------------------------- | --------------------------------------------------------------------- | --------------------------------------------------------------------- | --------------------------------------------------------------------- | --------------------------------------------------------------------- | --------------------------------------------------------------------- |
| 10/05/1947                                                            | Glasgow                                                               | Regno Unito                                                           | 6 - 1                                                                 | Europa                                                                |                                                                       | -                                                                     |                                                                       |
| Totale                                                                |                                                                       | Presenze                                                              | 1                                                                     |                                                                       | Reti                                                                  | 0                                                                     |                                                                       |

## Palmarès

### Giocatore

#### Club
- Campionato svedese: 1

Göteborg: 1941-1942
- Campionato italiano: 1

Milan: 1950-1951
- Coppa Latina: 1

Milan: 1951

#### Nazionale
- Oro olimpico: 1

Londra 1948

#### Individuale
- Calciatore svedese dell'anno: 1

1946

### Allenatore
- Campionato italiano: 1

Juventus: 1960-1961